# Открытый космос (фильм)
«Откры́тый ко́смос» — документальный цикл, посвящённый 50-летию первого полёта человека в космос, состоящий из 4 серий. Показ первой серии состоялся в эфире Первого канала 4 апреля 2011.

## Описание
Документальный цикл рассказывает о наиболее крупных вехах в истории космонавтики. В фильме описываются трудности, которые возникают в процессе освоения человеком космоса. Рассказывается о состоянии космических программ на момент выхода фильма, а также о ближайшем будущем космонавтики. Освоение космического пространства описывается в контексте космической гонки между СССР и США.
В фильме используется трёхмерная компьютерная графика, постановочные сцены, а также документальные съёмки.

## DVD
В 2011 году состоялся релиз данного фильма на DVD, который был подготовлен и выпущен компанией «Lizard Cinema Trade».
- 30 августа 2011 — упаковка Super jewel case
- 18 октября 2011 — упаковка Keep case